# Katy Gallagher
Katy Gallagher (ur. 18 marca 1970 w Canberze) – australijska polityk, członkini Australijskiej Partii Pracy (ALP). W latach 2011–2014 szef ministrów Australijskiego Terytorium Stołecznego (ACT). Od 2015 senator z Australijskiego Terytorium Stołecznego. W 2022 roku została powołana na stanowisko minister finansów, ds. kobiet oraz służby publicznej w gabinecie Anthony’ego Albanesego.

## Życiorys

### Kariera zawodowa
Jest absolwentką socjologii i politologii na Australian National University. Karierę zawodową rozpoczynała jako pracownik socjalny, specjalizujący się w pracy z niepełnosprawnymi dziećmi oraz w kwestiach kształcenia ustawicznego. W latach 1994–1997 była lobbystką pracująca dla organizacji pozarządowej People First ACT, zajmującej się wspieraniem i reprezentowaniem interesów osób upośledzonych umysłowo. W tym samym czasie zaangażowała się w także w działalność związkową w sektorze pracowników socjalnych i urzędników państwowych.

### Kariera polityczna

#### Minister terytorialna
W 2001 została wybrana do Zgromadzenia Ustawodawczego ACT w barwach Australijskiej Partii Pracy. W grudniu 2002 weszła do rządu ACT jako minister odpowiedzialna za sprawy edukacji, młodzieży, rodzin, kobiet oraz sprawy pracownicze. W kwietniu 2006 została zastępczynią szefa ministrów ACT i równocześnie ministrem zdrowia, kobiet, osób niepełnosprawnych i służb socjalnych. W 2007 odzyskała także kierowanie resortem dzieci i młodzieży. Po wyborach terytorialnych w 2008 pozostała wiceszefową rządu, zaś jej portfolio ministerialne obejmowało skarb (finanse), zdrowie i sprawy kobiet. W listopadzie 2009 przestała sprawować urząd ministra ds. kobiet, ale za to w jej gestię wróciły sprawy pracownicze.

#### Szef ministrów ACT
W maju 2011 dotychczasowy szef ministrów ACT Jon Stanhope przeszedł na polityczną emeryturę. 16 maja Gallagher została wybrana jego następczynią. Początkowo zachowała kierownictwo nad resortami skarbu, zdrowia i spraw pracowniczych. Później dokonała zmian w kompetencjach swoich ministrów, samą siebie mianując ministrem zdrowia oraz ministrem terytorium i służb samorządowych. 11 grudnia 2014 podała się do dymisji, motywując to chęcią przejścia do polityki na szczeblu federalnym. Stanowisko przejął po niej jej dotychczasowy zastępca Andrew Barr.

#### Polityka federalna
25 marca 2015 Zgromadzenie Ustawodawcze Australijskiego Terytorium Stołecznego wybrało ją do Senatu Australii w celu dokończenia kadencji senator Kate Lundy, która zrzekła się mandatu w trakcie kadencji. Od października 2015 należy do gabinetu cieni.

### Życie prywatne
Gallagher jest żoną Dave'a Skinnera, z którym ma dwoje dzieci. Posiada także dziecko z poprzedniego związku z Brettem Seamanem, który w 1997, jadąc na rowerze, zginął w wypadku drogowym spowodowanym przez 86-letnią kobietę kierującą samochodem, gdy Gallagher była w 13. tygodniu ciąży